# Bánokszentgyörgy
Bánokszentgyörgy is een plaats (község) en gemeente in het Hongaarse comitaat Zala. Bánokszentgyörgy telt 705 inwoners (2001).